# Ломакіна Світлана Михайлівна
Світлана Михайлівна Ломакіна (нар. 13 листопада 1958, місто Іллічівськ, тепер Чорноморськ Одеської області) — українська радянська діячка, токар-револьверник Іллічівського (Чорноморського) заводу «Квант» Одеської області. Депутат Верховної Ради УРСР 11-го скликання.

## Біографія
Освіта середня.
У 1977—1978 роках — швачка-мотористка Одеського виробничого швейного об'єднання імені Воровського.
З 1978 року — токар-револьверник Іллічівського (Чорноморського) заводу «Квант» Одеської області.
Потім — на пенсії в місті Іллічівськ (тепер Чорноморськ) Одеської області.

## Нагороди
- ордени
- медалі